# Diesbach (Patrizierfamilie)

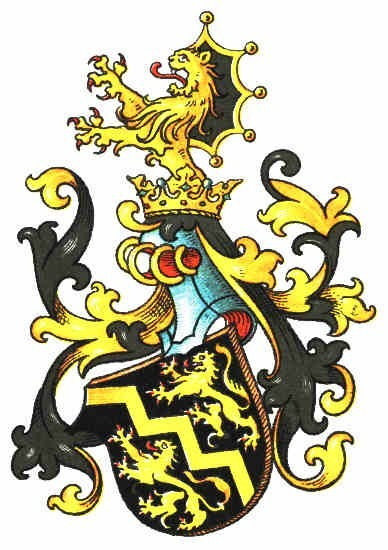
Wappen derer von Diesbach

Die Familie von Diesbach ist eine ursprünglich bernische Patrizierfamilie. Der reformierte Berner Zweig starb 1917 aus. Der infolge der Reformation 1528 nach Freiburg übersiedelte katholische Zweig besteht bis heute im Kanton Freiburg, ferner auch eine französische Linie.

## Geschichte
Personen mit den Namen Diezbach, Diezebach, Dyesbach, Dyespach mit Burgrecht in Bern wurden seit dem 13. Jahrhundert in Aarberg und Thun erwähnt.

### Uradelsgeschlecht
Ein älteres Uradelsgeschlecht von Diesbach hatte im Raum Bern die Herrschaft Diessbach (heute Oberdiessbach) inne. Lehnsherren waren die Herzöge von Zähringen, später die Grafen von Kyburg. Im Jahr 1406 gelangte die Herrschaft endgültig unter die Oberhoheit der Berner. Die Burg Diessenberg dieser Familie auf dem Bürglen, einem Vorberg der Falkenflue oberhalb von Brenzikofen, wurde bereits 1331 von den Bernern zerstört. Das Geschlecht ist mit Johann von Diesbach um 1390 ausgestorben.

### Briefadliges Patriziergeschlecht

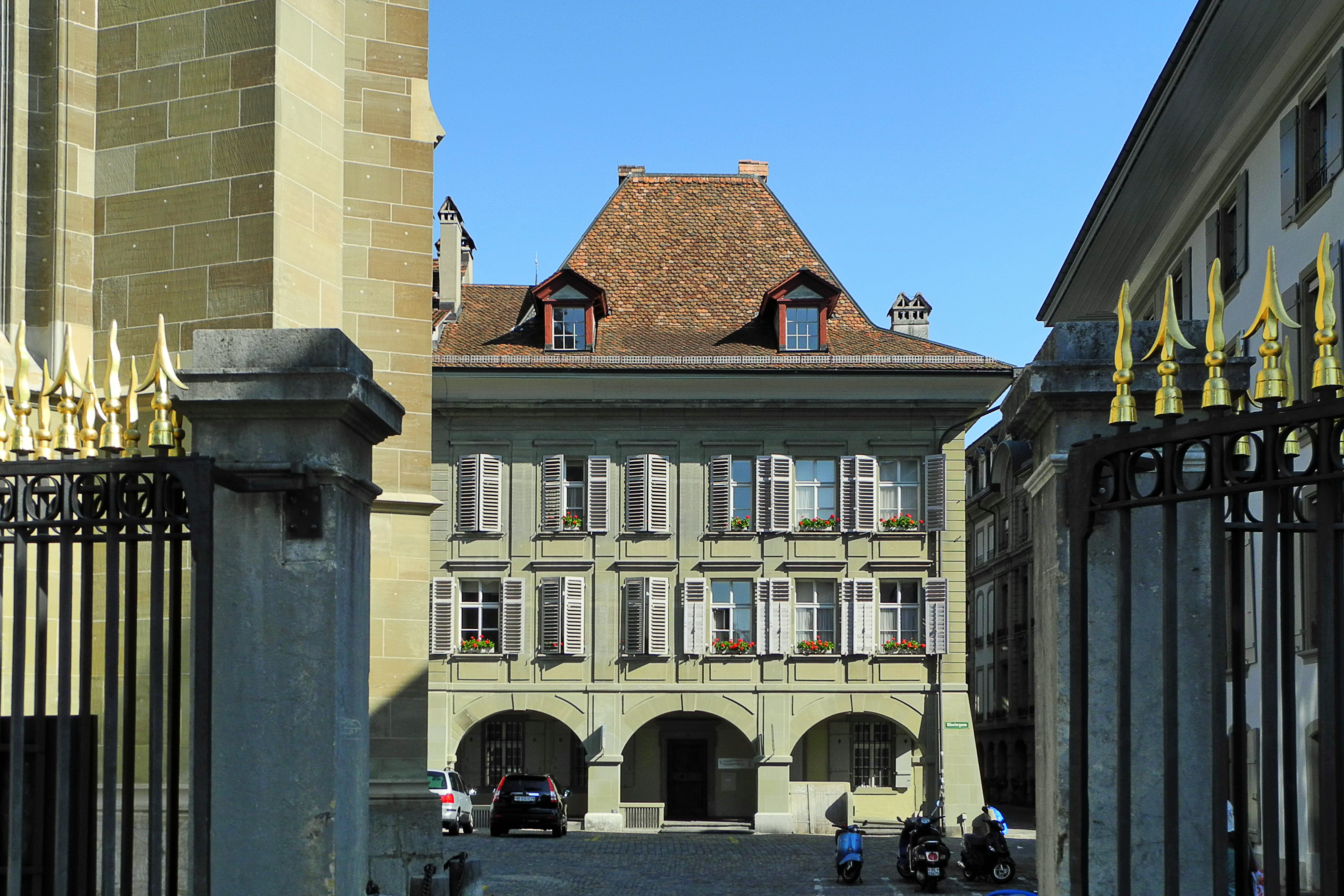
Diesbachhaus in Bern, Münstergasse 2, erbaut 1716–18 für Junker Hans Georg von Diesbach

Die Patrizierfamilie stammt von Clewi (Niklaus) genannt Goldschmied († 1436) ab. „Clewi Goldschmied“ begründete als Handelsherr den Reichtum der Familie, indem er die Diesbach-Watt-Gesellschaft in St. Gallen begründete und Bergwerke erwarb, wodurch er ein Vermögen von 70 000 Gulden erwirtschaftete. Sein gleichnamiger Sohn erwarb 1427 eine Hälfte der Herrschaft Diessbach (Oberdiessbach bei Thun, der einstigen Herrschaft des ausgestorbenen Uradelsgeschlechts), nach der er sich „Niklaus von Diesbach“ nannte. Von 1422 an war er Ratsherr zu Bern. Er erhielt 1434 von König Sigmund einen Adelsbrief. Seit der Adelsverleihung führten er und seine Nachkommen den Junkertitel. Ab dem 15. Jahrhundert war die jüngere Familie von Diesbach eine der reichsten und einflussreichsten Familien von Bern.
1546 bauten die von Diesbach das Alte Schloss in Oberdiessbach. Sie hatten die hohe Gerichtsbarkeit über Oberdiessbach und das nahe Umland inne. In der offiziellen Liste von 1731 waren sie unter den sieben wohledelfesten Geschlechtern aufgelistet, der höchsten Statusgruppe innerhalb des Berner Patriziats, die den Vorsitz im Kleinen Rat beanspruchten. Zwanzig von Diesbach waren Mitglieder im führenden Kleinen Rat der Stadt und Republik Bern und ebenso viele begannen eine militärische Laufbahn, viele davon im Ausland. Der reformierte Berner Zweig starb 1917 im Mannesstamm und endgültig 1950 mit Matilda von Diesbach (1870–1950), Ehefrau von Olivier Le Roy d'Amigny, aus.
Als Bern 1528 die Reformation einführte, zog eine katholische Linie der Familie nach Freiburg. Die Freiburger Linie wurde ins dortige Patriziat aufgenommen und besetzte bis zum Ende des Ancien Régimes viele wichtige Positionen im Freiburger Staat. Sie war von 1602 bis 1798 auf Schloss Torny im Kanton Freiburg und später auch auf anderen Grundherrschaften ansässig und besteht bis heute. Der Freiburger Zweig teilte sich in die Äste Torny, Belleroche und Mézières.
Der Freiburger Linie entstammt der noch bestehende französische Zweig Diesbach de Belleroche. Er führt sich auf Ludwig von Diesbach (1452–1527) und Jean-Roch von Diesbach (1501–1546) zurück. Deren Nachfahre Josse de Diesbach, seigneur de Belleroche (1575–1648), kam 1602 durch Heirat an die Herrschaft Torny. Sein Enkel Nicolas de Diesbach (1668–1735) aus Freiburg wurde zum französischen Baron erhoben. Dessen dritter Sohn François Joseph Romain (1716–1786) wurde in den französischen Grafenstand erhoben. Der gräfliche Zweig, der im Artois ansässig wurde, blüht in Frankreich und Belgien bis heute.
Viele Diesbachs traten als Offiziere in ausländische Dienste, darunter in Frankreich, Österreich, Polen, Sardinien und Neapel. Aus der Freiburger Linie stammte Johann Friedrich von Diesbach-Steinbrugg (1677–1751), Sohn des Johann Friedrich von Diesbach und der Maria Elisabeth von Steinbrugg; er wurde Offizier in französischen und österreichischen Diensten und rekrutierte ein Schweizer-Regiment, mit dem er als Feldzeugmeister im Spanischen Erbfolgekrieg sowie als Generalmajor im Türkenkrieg von 1716 kämpfte. Kaiser Karl VI. erhob ihn zum Reichsgrafen und als Anerkennung für die Erstürmung von Messina nach der Schlacht bei Francavilla 1719 zum Fürsten von Sant’Agata; er setzte sich später in Freiburg zur Ruhe. Den Fürstentitel vererbte er, mit Genehmigung des Kaisers, primogen an die Linie Diesbach-Torny, im Falle deren Aussterbens käme er an die Diesbach-Belleroche und zuletzt an die Diesbach-Rueyres.

## Familienwappen
Es bestehen zwei verschiedene Wappen:
- Blasonierung des ersten Wappens: Gespalten von Rot und Silber, belegt mit einem steigenden Mond in gewechselten Farben.
- Blasonierung des zweiten Wappens: In Schwarz ein goldener, schräger Zickzackbalken begleitet von zwei goldenen Löwen.[3]

Das zweite Wappen ist belegt mit Wappenscheiben, so eine in Worb und eine in Utzenstorf.

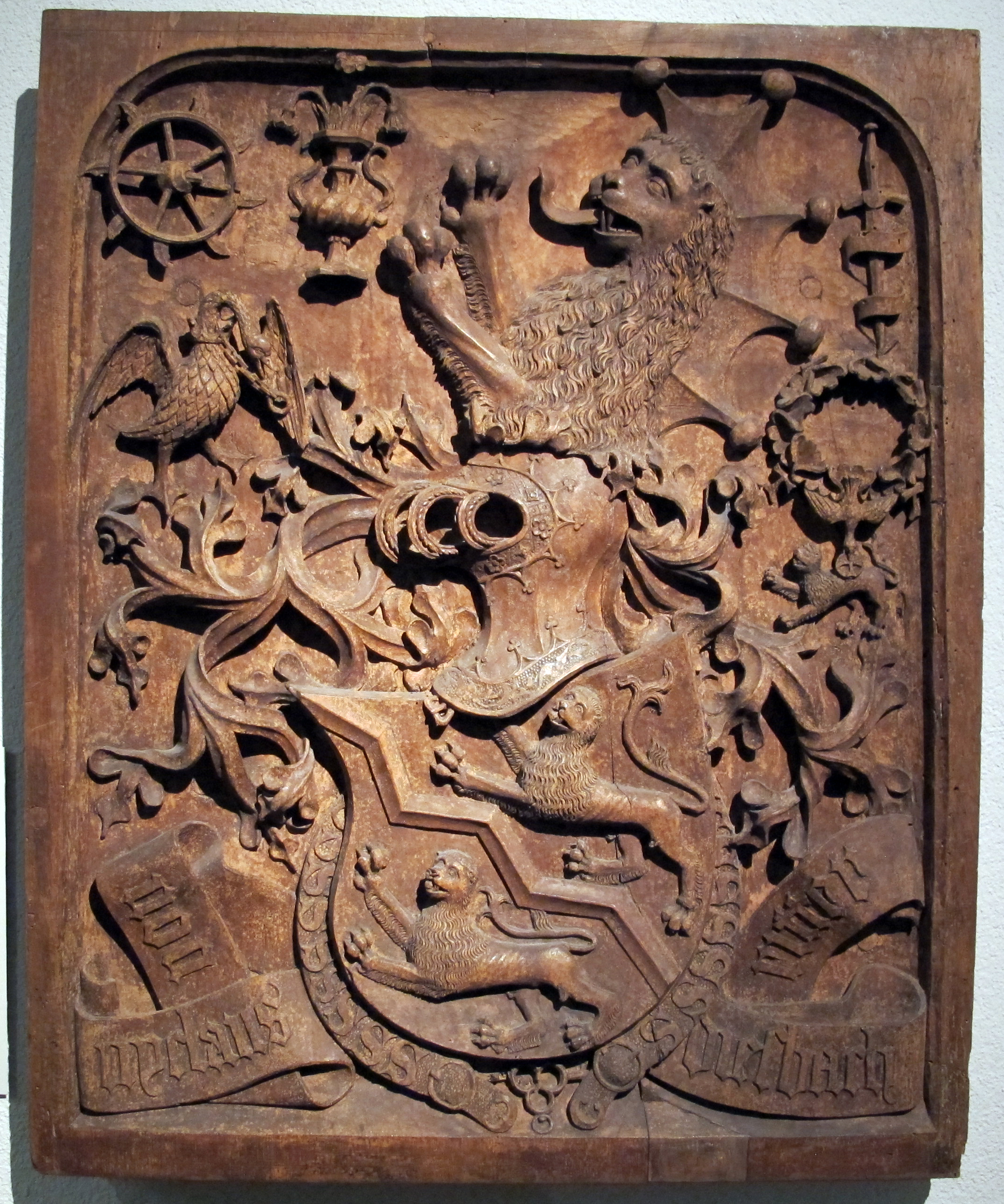
Wappenrelief aus der Diesbachkapelle im Berner Münster (1470)
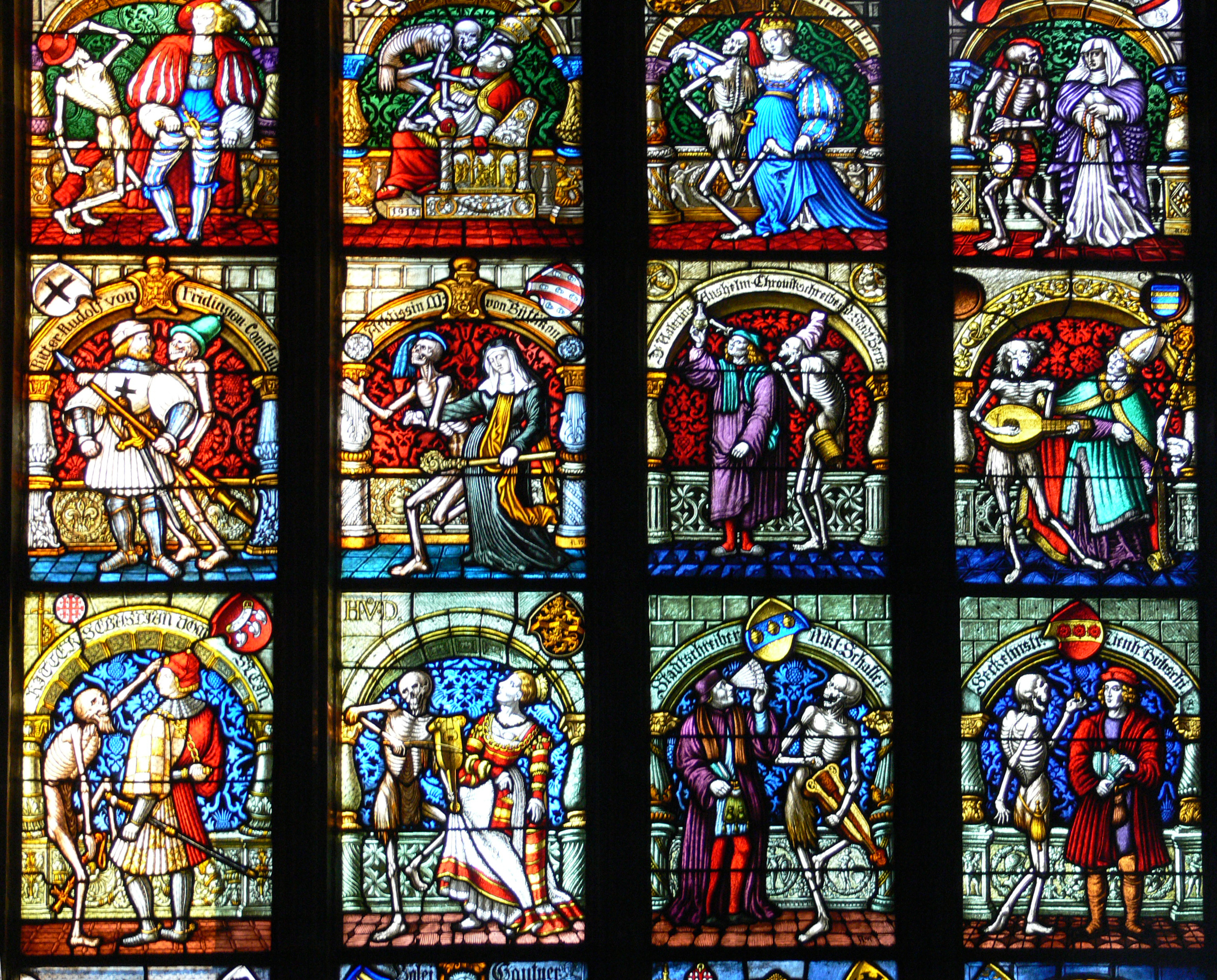
Diesbach-Wappen (unten, 2.v.l.) im Totentanz-Fenster des Berner Münsters
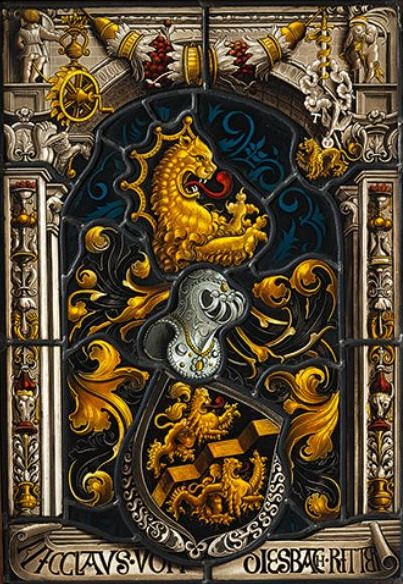
Wappenscheibe Niklaus von Diesbach (15. Jh.)

## Personen

### Berner und Liebistorfer  Zweig

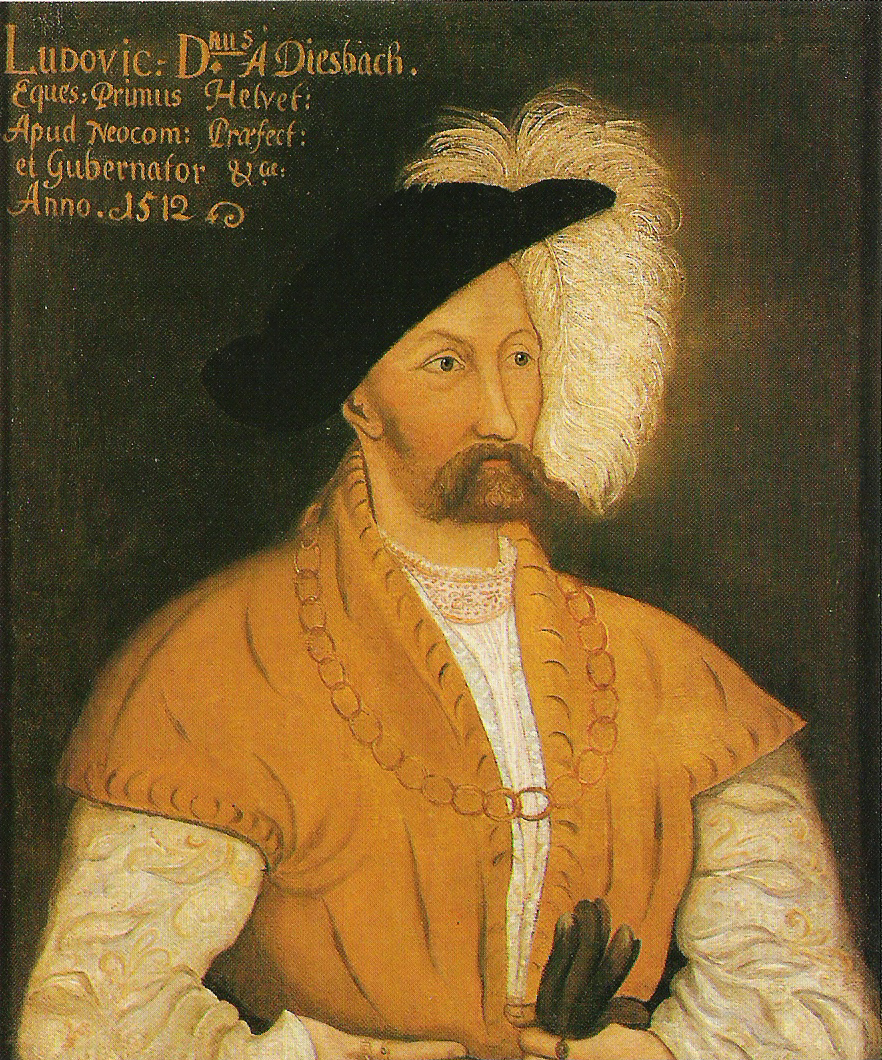
Ludwig von Diesbach (1452–1527), Mitglied des Grossrats von Bern, Landvogt, Schultheiss von Thun

- Clewi (Niklaus) Goldschmied († 1436), Gründer der Diesbach-Watt-Gesellschaft in Sankt Gallen
- Niklaus Goldschmied, Sohn und Erbe des Clewi, 1427 Mitherr zu Oberdiessbach, 1422 Ratsherr zu Bern, 1434 geadelt als Niklaus von Diesbach
- Niklaus von Diesbach (1430–1475), Teilhaber der Diesbach-Watt-Gesellschaft, Schultheiss von Bern, Ritter von Heiligen Grab[6][7], Herr auf Oberdiessbach und Worb
- Wilhelm von Diesbach (1442 – 28. Dezember 1517), Schultheiss von Bern
- Ludwig von Diesbach (1452 – 10. Februar 1527), Schultheiss von Thun
- Niklaus von Diesbach (1478–1550), Erbauer des Schlosses Oberdiessbach
- Sebastian von Diesbach (1481–1537), Schultheiss von Bern
- Ludwig von Diesbach (28. Oktober 1484 – 23. November 1539), Landvogt von Lugano.
- Felix von Diesbach, Gubernator in Aigle 1528–1533
- Hans Jakob von Diesbach (30. Juli 1559–1627), Oberst eines Schweizer Regiments in Frankreich.
- Imbert von Diesbach (1560–1632), Landvogt von Romainmôtier, Chillon und Morges.
- Heinrich Gottlieb von Diesbach (1727–1787), Herr zu Liebistorf.
- Niklaus von Diesbach  (24. Oktober 1645 Bern – 16. Januar 1721), General im Toggenburgerkrieg
- Gabriel von Diesbach, Gubernator in Aigle 1653–1659
- Anna von Diesbach, Berner Patrizierin und Verfasserin einer medizinischen Kompilation,[8] Schwägerin des Daniel von Werdt, dem Bruder des Abraham von Werdt
- Niklaus Albert von Diesbach (25. Februar 1732 – 22. Dezember 1798), Priester
- Rudolf von Diesbach (27. Juli 1734 – 30. März 1797), Oberst der Schweizergarden des französischen Königs.
- Bernhard von Diesbach (1734–1785), Amtstatthalter zu Baden, Landvogt zu Kastelen.
- Bernhard Gottlieb Isaak von Diesbach (1750–1807), Politiker und Gesandter in Wien
- Niklaus Bernhard von Diesbach (4. November 1779 – 16. Oktober 1842), Leutnant in der Schlacht am Grauholz, Teilnehmer der Erlacherhofverschwörung
- Niklaus von Diesbach, Gubernator in Aigle 1787–1793
- Robert von Diesbach  (1858–1917), Fürsprecher, Ultimus

### Freiburger Zweig
Die Brüder Sebastian und Johann Rochus von Diesbach (1501–1546) begründeten die katholischen Freiburger Linien. Sebastian von Diesbach verlor wegen Korruptionsverdacht seine Ämter in Bern.
- Georges von Diesbach (1535–1582), Schultheiss von Freiburg
- Georges von Diesbach (1575–1648), Begründer der Zweige von Torny und Belleroche
- François Augustin de Diesbach Torny (1656–1707), Schultheiss von Freiburg
- Johann Friedrich von Diesbach-Steinbrugg (1677–1751), österreichischer Feldzeugmeister, Reichsgraf von Diesbach, 1. Fürst von Sant’Agata
- Johann Joseph Georg Graf von Diesbach (1699–1772), österreichischer Oberst
- François de Diesbach-Torny (1739–1811), Freiburger Grossrat
- Frédéric de Diesbach-Torny (1741–1815), Kommandant des Schweizer Garderegiments
- Philippe de Diesbach-Torny (1742–1805), Generalmajor der österreichischen Armee
- Ladislas de Diesbach de Belleroche (1747–1822), Generalleutnant in Frankreich
- Joseph de Diesbach-Torny (1772–1838), Schultheiss von Freiburg
- Philippe de Diesbach de Belleroche (1775–1851), Mitgründer und des Freiburgischen landwirtschaftlichen Vereins
- Alphonse de Diesbach de Belleroche (1809–1888), 1828 Unterleutnant in der Schweizergarde und Mitgründer des Freiburgischen landwirtschaftlichen Vereins
- Louis de Diesbach (1843–1921), Landwirt und Nationalrat
- Max de Diesbach-Torny (1851–1916), Nationalrat
- Henri de Diesbach (Torny) (1880–1970), Professor für anorganische und organische Chemie
- Roch de Diesbach (1909–1990), 1968–71 Korpskommandant[9]
- Roger de Diesbach (1944–2009), Schweizer Journalist

### Französischer Zweig
- Xavier Eugène comte de Diesbach de Belleroche (1817–1905), Deputierter des Département Pas-de-Calais
- Jeanne comtesse de Diesbach de Belleroche, née de Beaurepaire de Louvagny (1853–1931), Gründerin der Association de l'enseignement ménager
- Louis comte de Diesbach de Belleroche (1893–1982), 1916 französischer Jagdflieger, 1940 Mitglied im Nationalrat des Vichy-Regimes
- Ghislain de Diesbach de Belleroche (1931–2023), Essayist, Biograph

## Besitzungen
- Oberdiessbach, Altes Schloss (1427 kam eine Hälfte der Herrschaft Diessbach in den Besitz des Niklaus Goldschmied, der 1434 von König Sigmund mit dem Namen von Diesbach geadelt wurde). Um 1560 bauten die von Diesbach das Alte Schloss in Oberdiessbach.
- Schloss Worb (15. bis 17. Jh.)
- Liebistorf im Kanton Freiburg (ab 1599)
- Schloss Wil (17. Jh.)
- Schloss Liebegg (1764 bis 1875)
- Heitenried im Kanton Freiburg (16./17. Jh.)
- Mett bei Biel (16. Jh.)
- Schloss Torny-le-Grand im Kanton Freiburg (1602 bis 1798 im Besitz der von Diesbach-Torny)
- Champvent im Kanton Waadt (1611 bis 1731)
- Rueyres-les-Prés (Ende des 17. Jh. bis 1772)
- Gurwolf (Courgevaux) im Kanton Freiburg (ab 1722)
- Schloss Mézières im Kanton Freiburg (1627–1654; 1756–1871)
- Schloss La Poya im Kanton Freiburg
- Sommersitz in St. Ursen im Kanton Freiburg
- Château de Gouy-en-Artois (im 19. Jh. Besitz der Grafen de Diesbach de Belleroche)
- Schloss Diesbach in Bürglen FR (Bourguillon), seit 1908 bis heute im Besitz der Comtes de Diesbach Belleroche

### Berner Linie

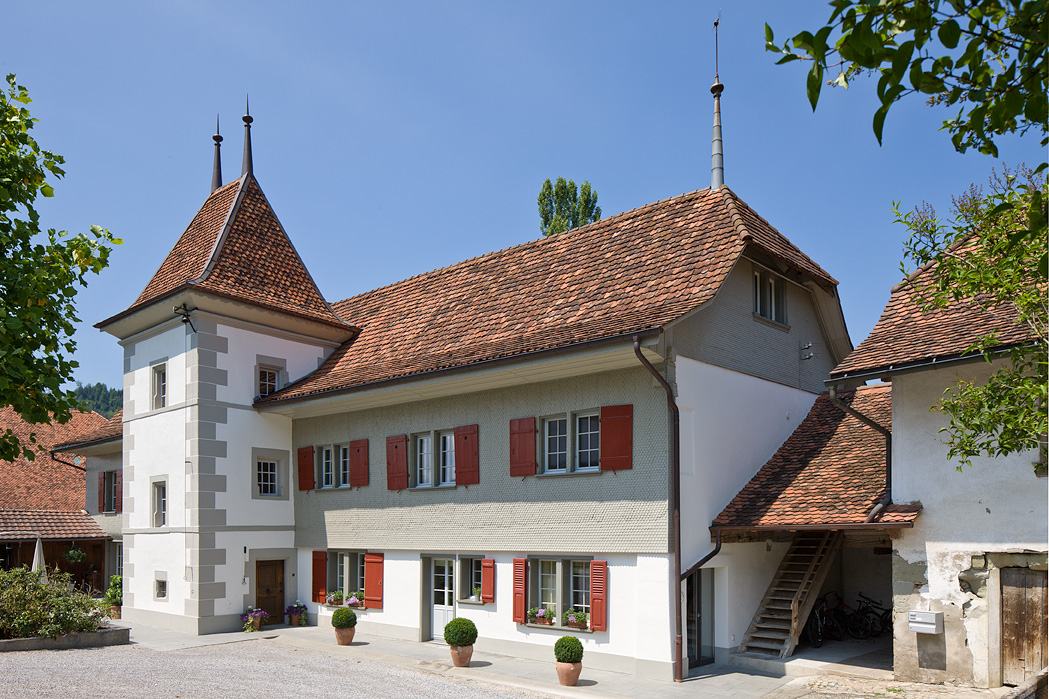
Altes Schloss Oberdiessbach
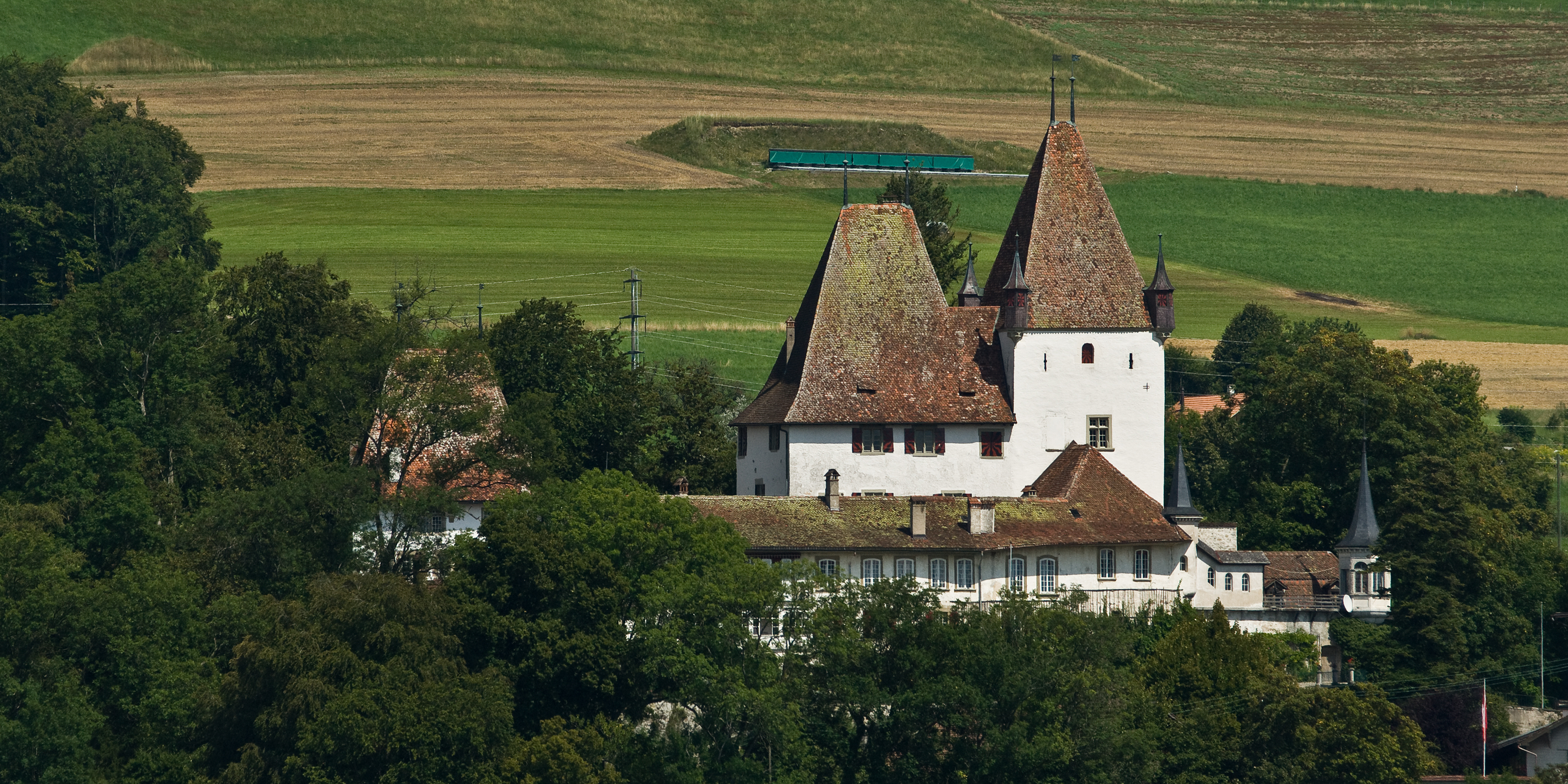
Schloss Worb
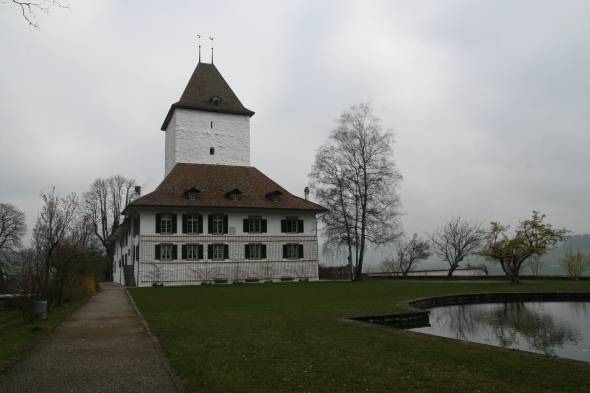
Schloss Wil
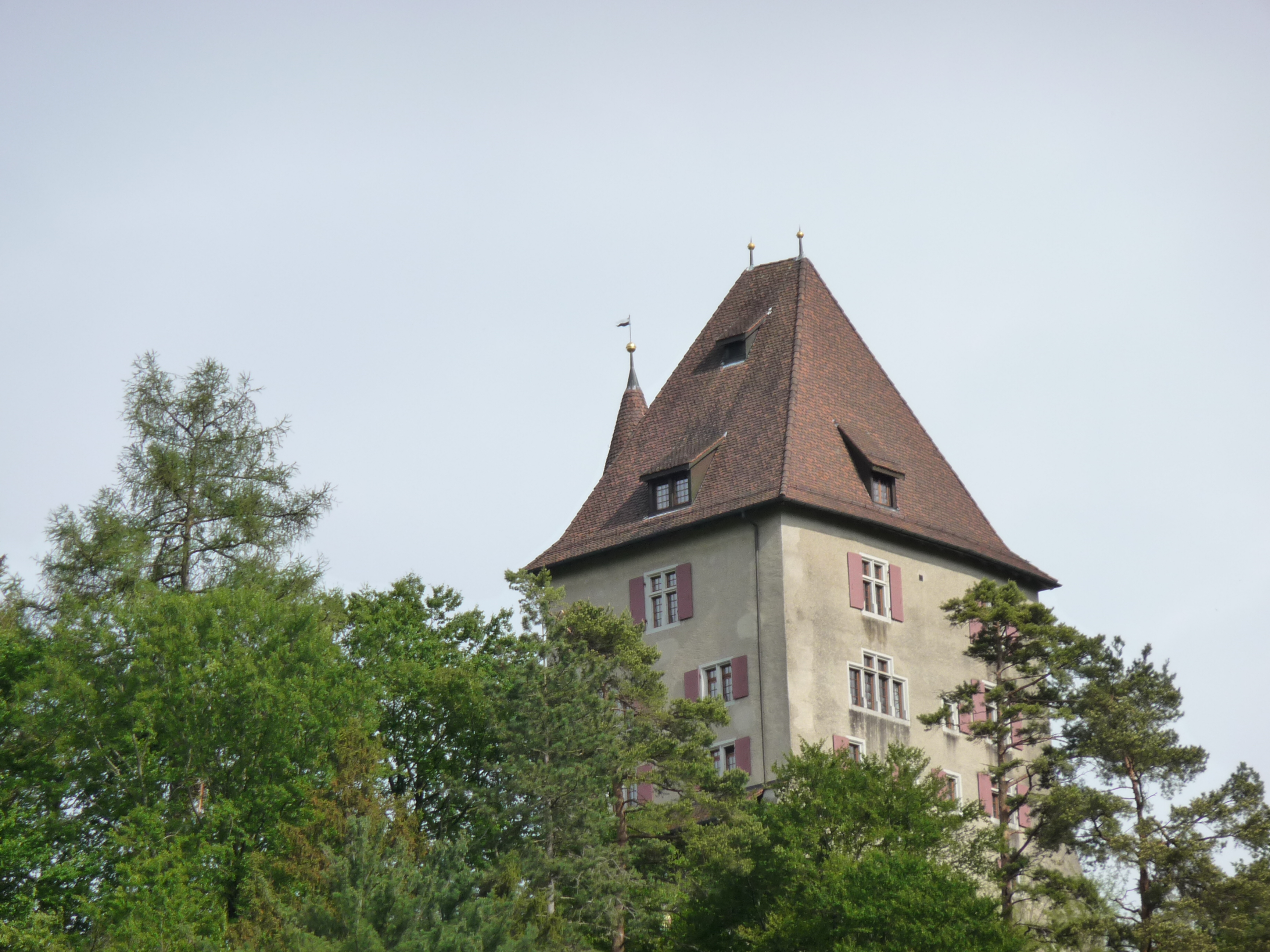
Schloss Liebegg
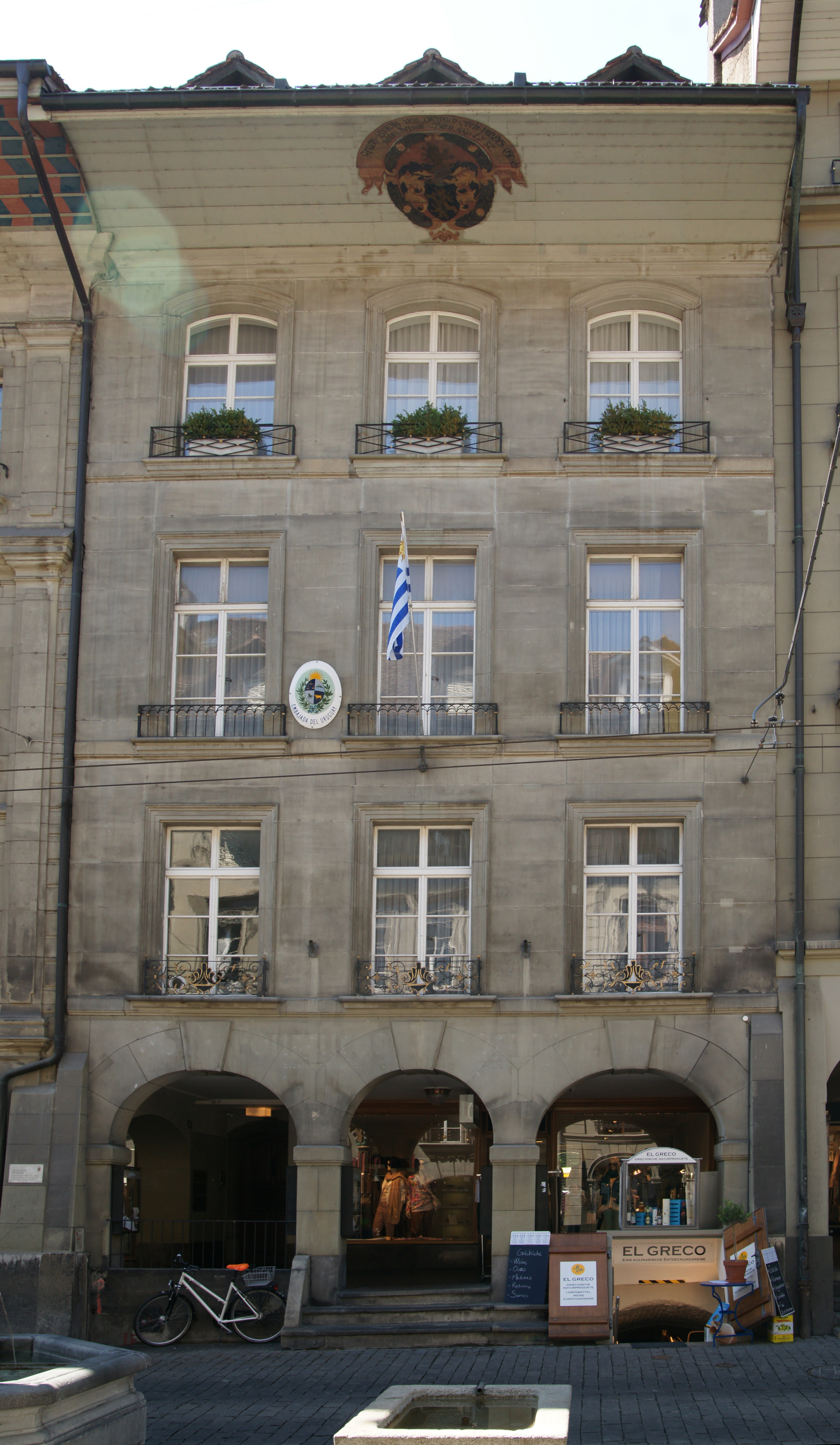
Haus Kramgasse 63, Bern
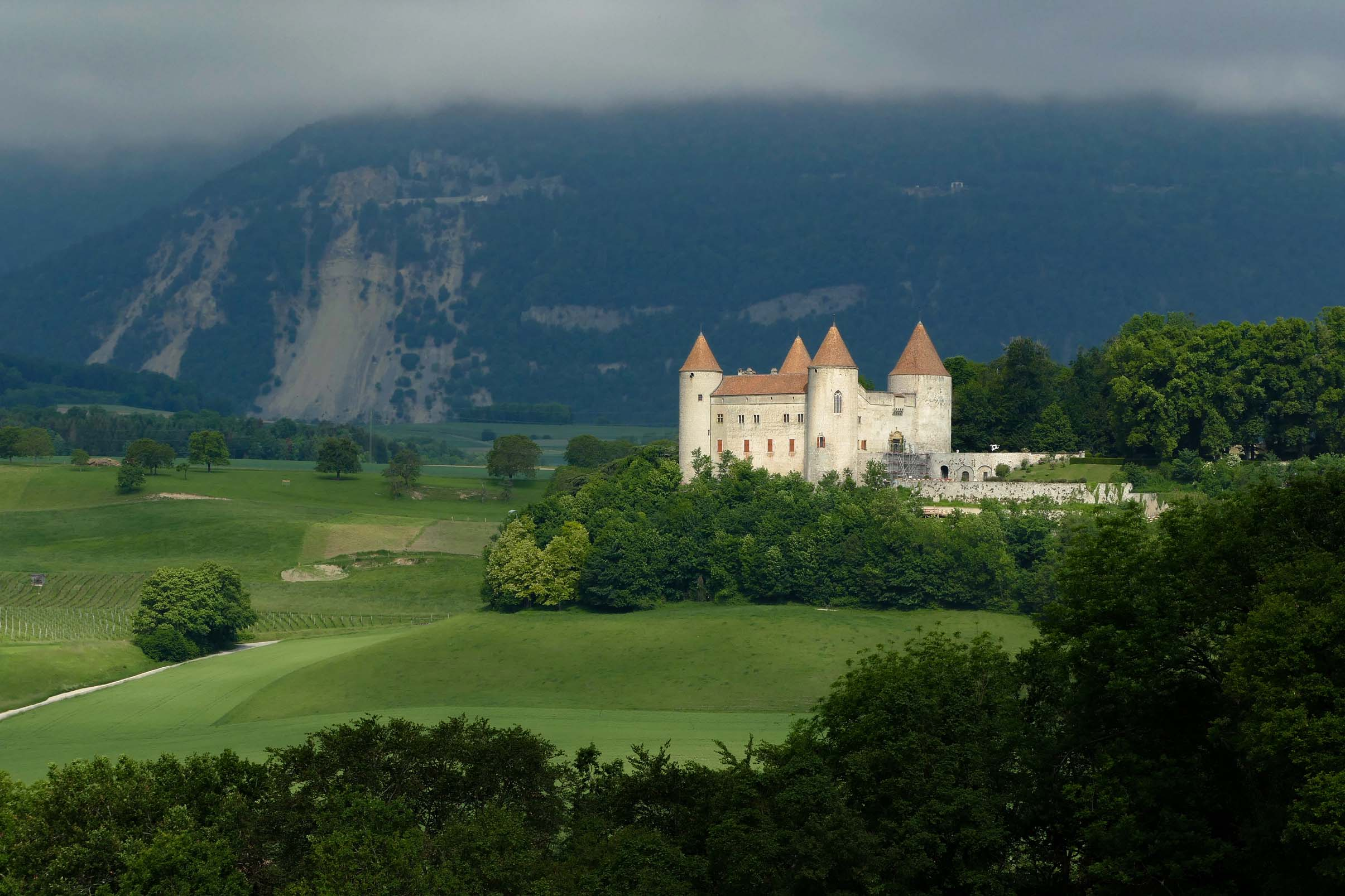
Château de Champvent, Waadtland

### Freiburger Linie

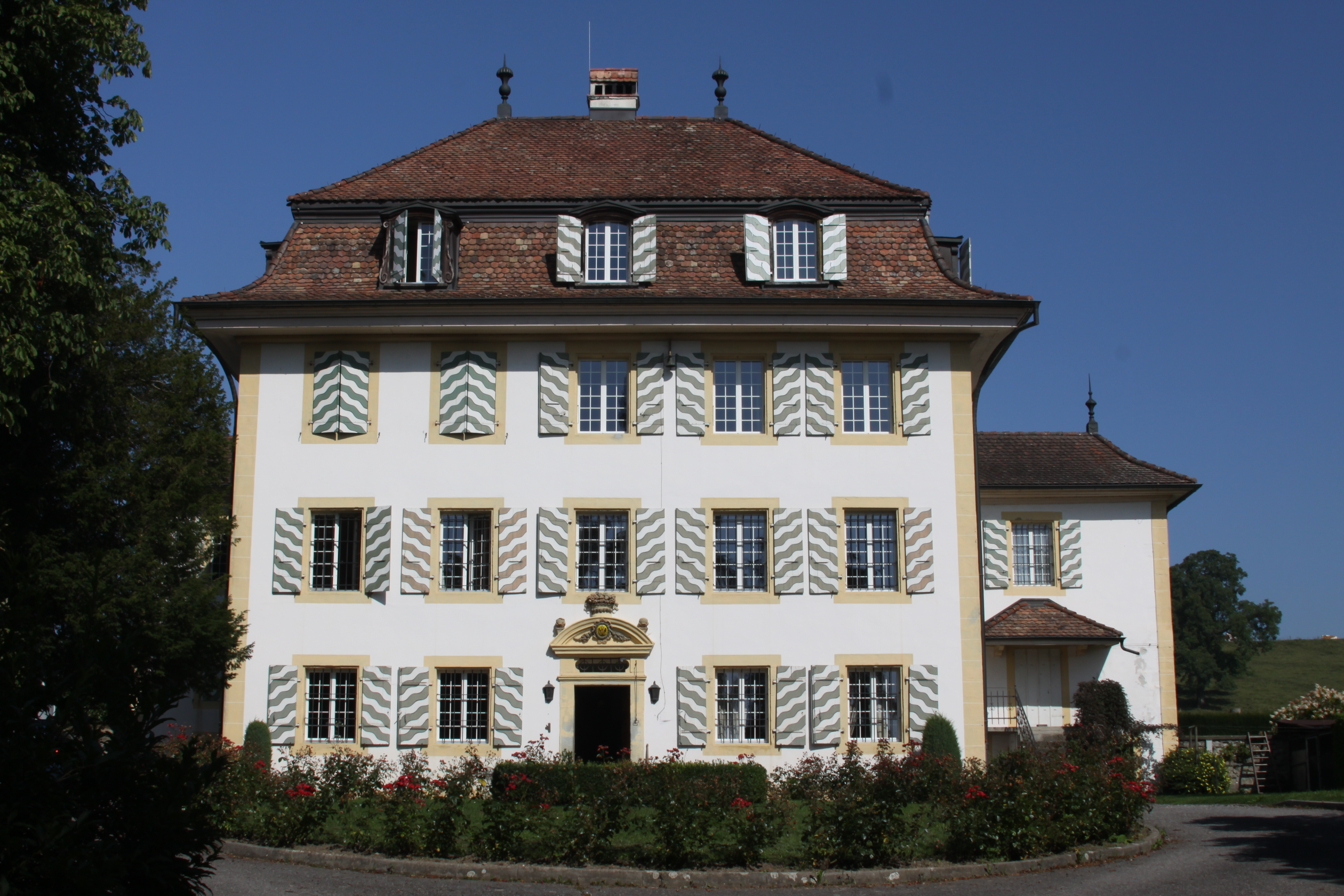
Schloss Torny-le-Grand
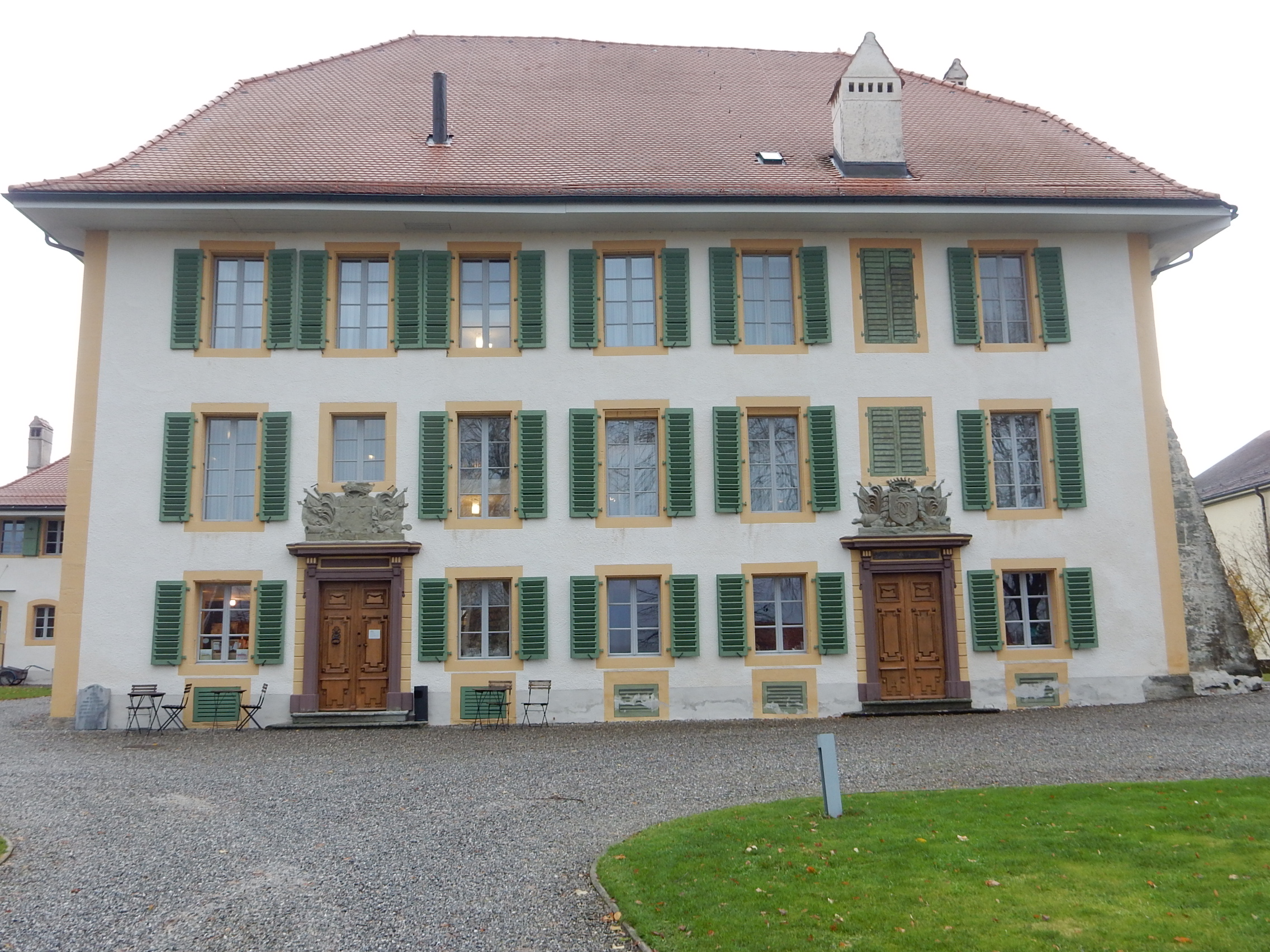
Schloss Mézières
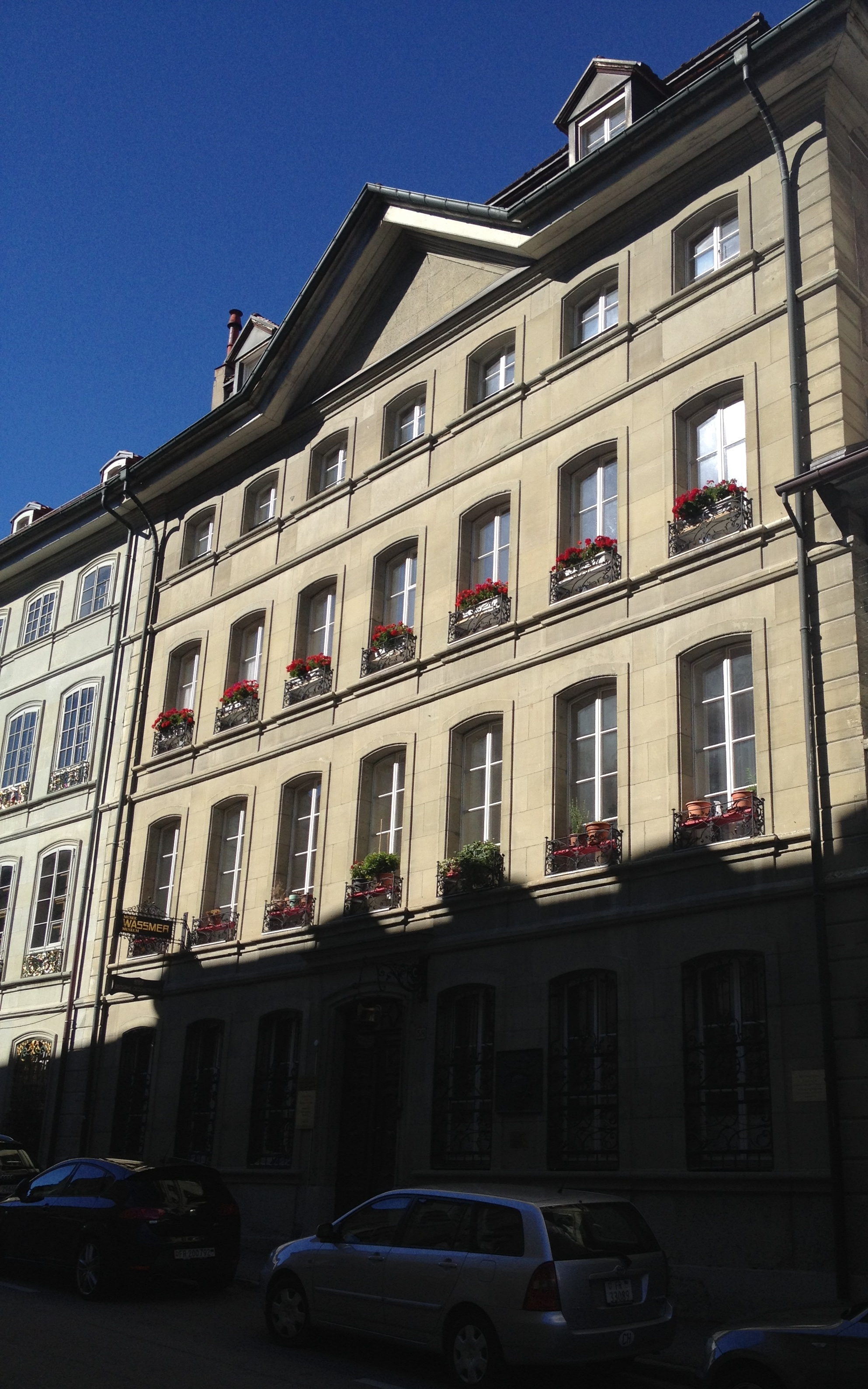
Haus Diesbach-Steinbrugg in Freiburg
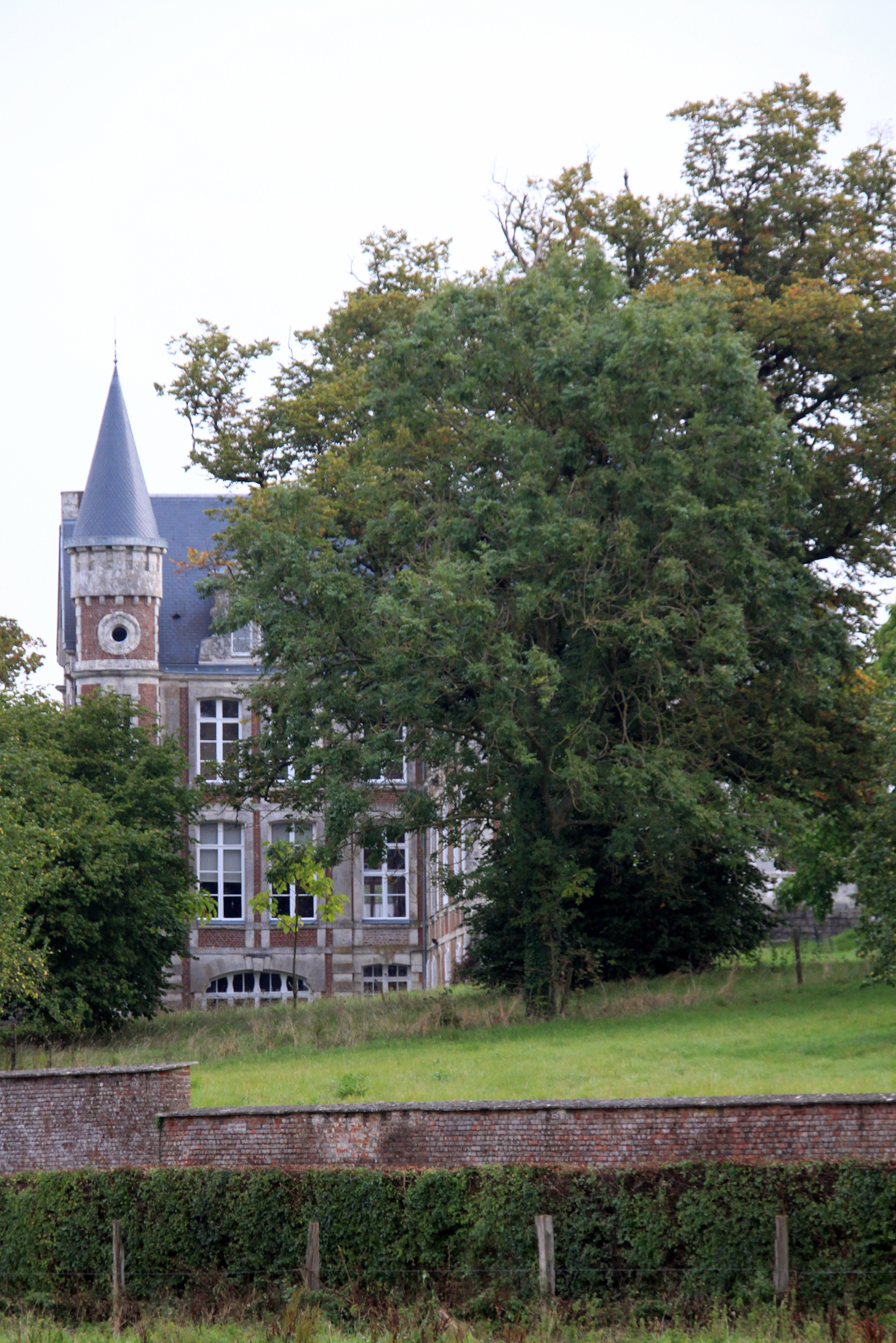
Château de Gouy-en-Artois, Frankreich
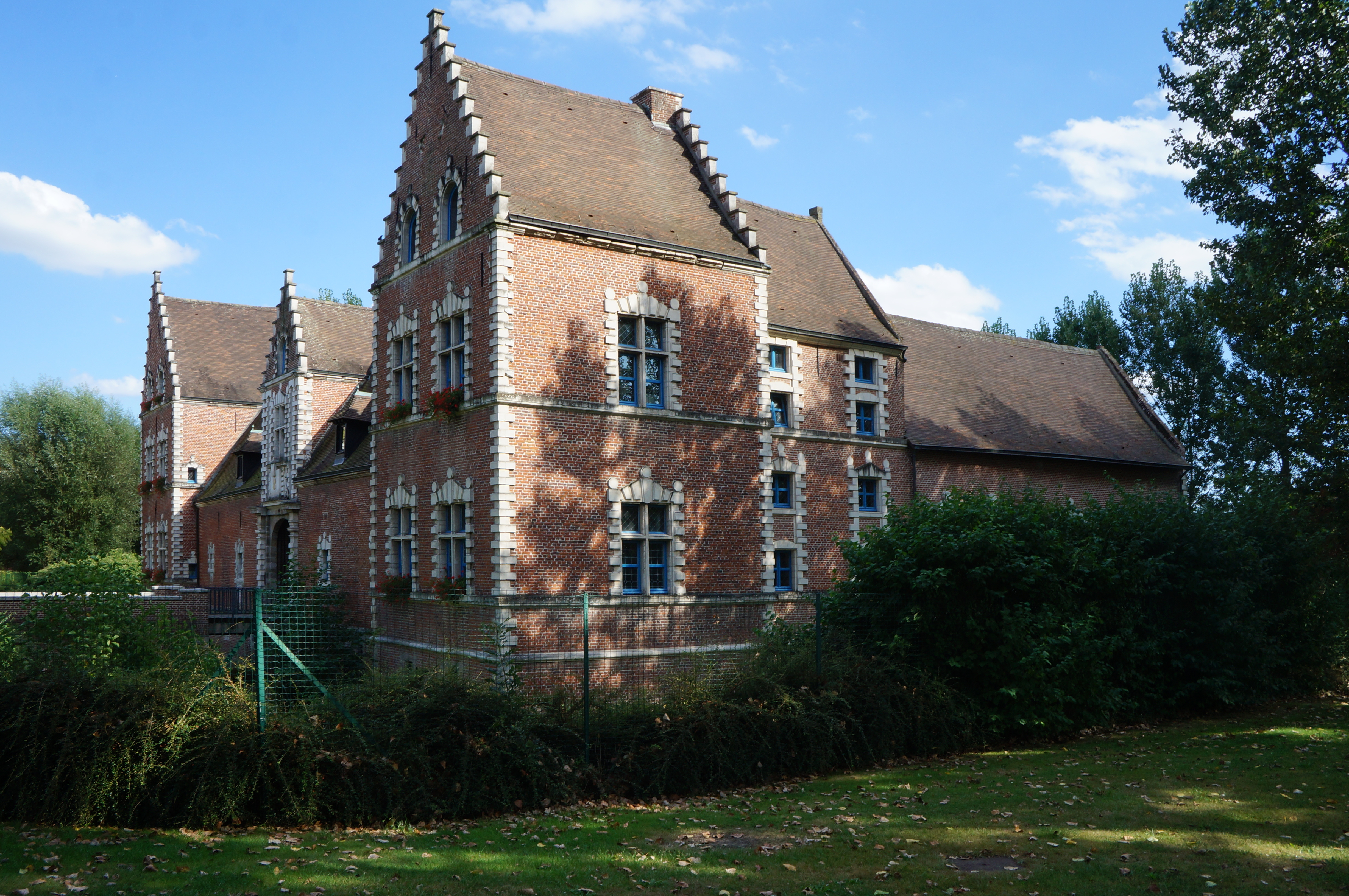
Schloss Flers (Villeneuve-d’Ascq)
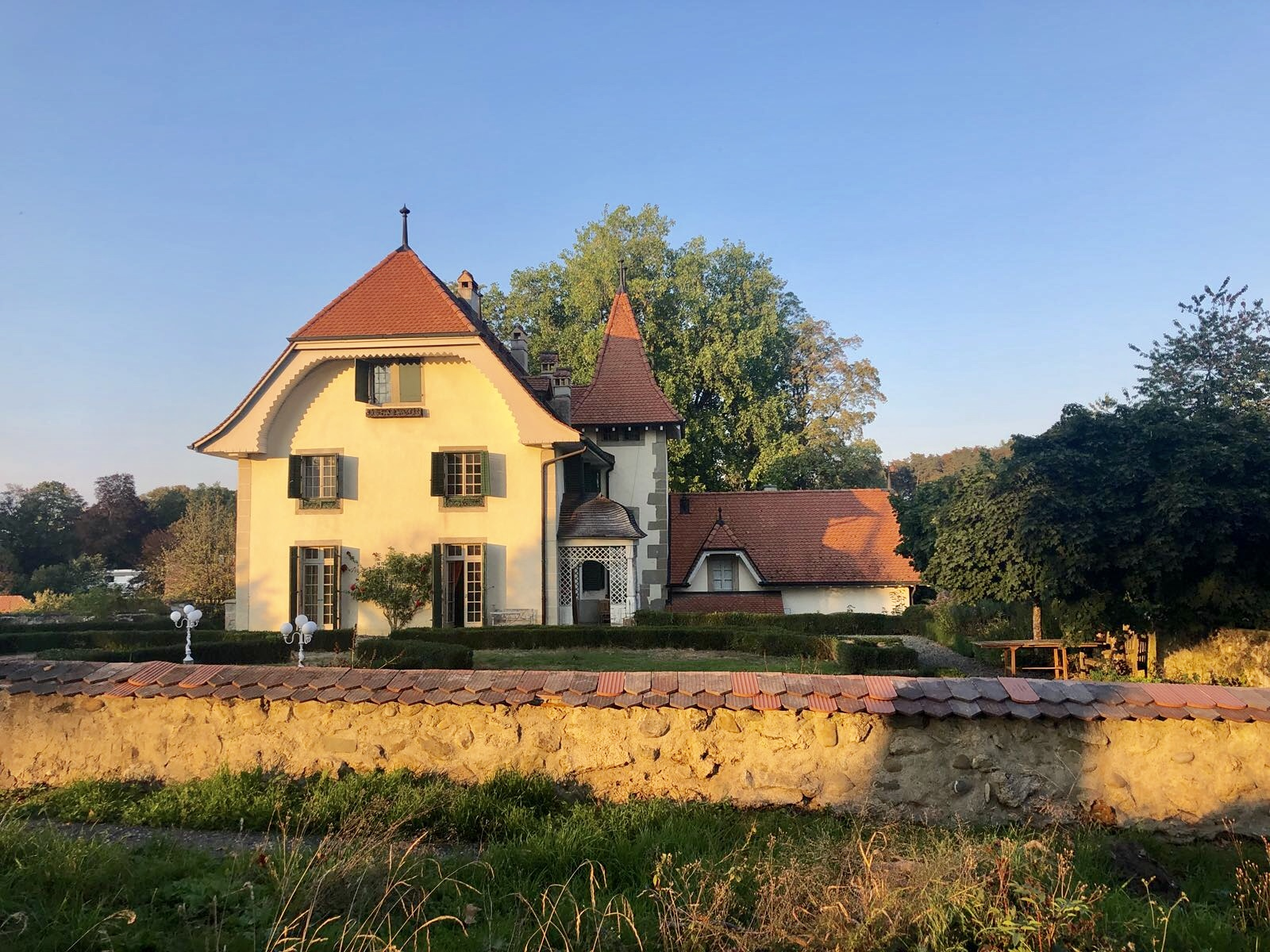
Schloss Diesbach in Bürglen FR

## Archive
- Familienarchiv von Diesbach im Staatsarchiv des Kantons Bern.
- Familienarchiv von Diesbach-Torny in der Burgerbibliothek Bern.